# Шаховски Оскар
Шаховски Оскар је међународна награда која се сваке године додељује најбољим шахистима у свету. Установили су је акредитовани новинари 1967. године на турниру у Палма де Мајорки, Шпанија, а покретачи идеје су били Хорхе Пуиг и Димитрије Бјелица.

## Додељивање Оскара
Први Оскар је добио „хладнокрвни убица на шаховској табли“, дански велемајстор Бент Ларсен. Награду додељује жири, који је у почетку био састављен од шаховских новинара, али је касније број гласача порастао, јер су у гласање укључени судије, тренери, организатори, па и велемајстори. Првих пет година Оскар је био статуета „Сељак на магарцу“, неколико пута је мењао облик до данашњег, који је установио часопис "64".
Шаховски Оскар није додељиван у периоду од 1989. до 1994. године због смрти оснивача Хорхеа Пуига.
Руски шаховски часопис "64“ је 1995. године обновио додељивање овог угледног шаховског признања. Редакција специјализованог часописа удахнула му је нови живот, укључујући у послове око доделе Шаховског оскара и Међународну шаховску федерацију (ФИДЕ). Статуета која се додељује назива се Зачарани путник, по лику из романа славног руског писца Николаја Љескова, а излио је у бронзи руски вајар Александар Смирнов.
Шаховски Оскар је веома цењен међу шахистима који га сматрају као престижно признање.

## Добитници Оскара
| Број | Година | Шахист           | Земља            |
| ---- | ------ | ---------------- | ---------------- |
| 1    | 1967   | Бент Ларсен      | Данска           |
| 2    | 1968   | Борис Спаски     | Совјетски Савез  |
| 3    | 1969   | Борис Спаски     | Совјетски Савез  |
| 4    | 1970   | Боби Фишер       | Сједињене Државе |
| 5    | 1971   | Боби Фишер       | Сједињене Државе |
| 6    | 1972   | Боби Фишер       | Сједињене Државе |
| 7    | 1973   | Анатолиј Карпов  | Совјетски Савез  |
| 8    | 1974   | Анатолиј Карпов  | Совјетски Савез  |
| 9    | 1975   | Анатолиј Карпов  | Совјетски Савез  |
| 10   | 1976   | Анатолиј Карпов  | Совјетски Савез  |
| 11   | 1977   | Анатолиј Карпов  | Совјетски Савез  |
| 12   | 1978   | Виктор Корчној   | Швајцарска       |
| 13   | 1979   | Анатолиј Карпов  | Совјетски Савез  |
| 14   | 1980   | Анатолиј Карпов  | Совјетски Савез  |
| 15   | 1981   | Анатолиј Карпов  | Совјетски Савез  |
| 16   | 1982   | Гари Каспаров    | Совјетски Савез  |
| 17   | 1983   | Гари Каспаров    | Совјетски Савез  |
| 18   | 1984   | Анатолиј Карпов  | Совјетски Савез  |
| 19   | 1985   | Гари Каспаров    | Совјетски Савез  |
| 20   | 1986   | Гари Каспаров    | Совјетски Савез  |
| 21   | 1987   | Гари Каспаров    | Совјетски Савез  |
| 22   | 1988   | Гари Каспаров    | Совјетски Савез  |
| 23   | 1995   | Гари Каспаров    | Русија           |
| 24   | 1996   | Гари Каспаров    | Русија           |
| 25   | 1997   | Вишванатан Ананд | Индија           |
| 26   | 1998   | Вишванатан Ананд | Индија           |
| 27   | 1999   | Гари Каспаров    | Русија           |
| 28   | 2000   | Владимир Крамник | Русија           |
| 29   | 2001   | Гари Каспаров    | Русија           |
| 30   | 2002   | Гари Каспаров    | Русија           |
| 31   | 2003   | Вишванатан Ананд | Индија           |
| 32   | 2004   | Вишванатан Ананд | Индија           |
| 33   | 2005   | Веселин Топалов  | Бугарска         |
| 34   | 2006   | Владимир Крамник | Русија           |

## Укупни број освојених Оскара
| Шахиста          | Број Оскара |
| ---------------- | ----------- |
| Гари Каспаров    | 11          |
| Анатолиј Карпов  | 9           |
| Вишванатан Ананд | 4           |
| Роберт Фишер     | 3           |
| Борис Спаски     | 2           |
| Владимир Крамник | 2           |
| Виктор Корчној   | 1           |
| Веселин Топалов  | 1           |